# Dragan Pešić
Dragan Pešić (montenegrinisch-kyrillisch Драган Пешић; * 30. Dezember 1993 in Cetinje, Bundesrepublik Jugoslawien) ist ein montenegrinischer Leichtathlet, der in sämtlichen Disziplinen an den Start geht, sich aber auf den Zehnkampf spezialisiert hat.

## Sportliche Laufbahn
Erste Erfahrungen bei internationalen Wettkämpfen sammelte Dragan Pešić im Jahr 2012, als er bei den Junioren-Balkan-Meisterschaften in Eskişehir in 57,44 s den sechsten Platz im 400-Meter-Hürdenlauf belegte. 2014 gewann er bei den Balkan-Meisterschaften in Pitești mit 6951 Punkten die Silbermedaille im Zehnkampf hinter seinem Landsmann Darko Pešić. Daraufhin studierte er an der Tiffin University in den Vereinigten Staaten. 2015 belegte er bei den Europaspielen in Baku in 55,53 s den dritten Platz im B-Finale und gelangte im Hochsprung mit übersprungenen 1,75 m auf den zehnten Platz. Zudem wurde er in der 4-mal-400-Meter-Staffel in 3:19,87 min Zweiter im B-Lauf. Anschließend gewann er bei den Balkan-Meisterschaften in Pitești mit 6497 Punkten die Bronzemedaille im Zehnkampf hinter dem Serben Mihail Dudaš und Panayiotis Mantis aus Griechenland. Im Jahr darauf belegte er bei den Balkan-Meisterschaften ebendort mit 6919 Punkten den vierten Platz und 2017 gewann er bei den Balkan-Meisterschaften Novi Pazar mit 6777 Punkten die Bronzemedaille hinter dem Serben Aleksandar Grnović und Urban Čehovin aus Slowenien. Im Jahr darauf belegte er bei den Balkan-Meisterschaften in Stara Sagora mit 7079 Punkten den vierten Platz und 2019 gelangte er bei den Spielen der kleinen Staaten von Europa in Bar mit 57,37 m auf den siebten Platz im Speerwurf. 2021 gewann er bei den Balkan-Meisterschaften in Smederevo mit 6710 Punkten die Bronzemedaille im Zehnkampf hinter dem Ukrainer Wadym Adamtschuk und Jan Mitsche aus Österreich und im Jahr darauf sicherte er sich bei den Balkan-Meisterschaften in Craiova mit 7010 Punkten die Bronzemedaille hinter dem Griechen Aris-Nikolaos Peristeris und Ariel Atias aus Israel.
2023 wurde er bei der 3. Liga der Team-Europameisterschaft im Rahmen der Europaspiele in Chorzów in 51,98 s Sechster über 400 Meter und gelangte mit 56,02 s auf Rang sechs über 400 m Hürden. Zudem wurde er mit 1,85 m Vierter im Hochsprung und belegte mit der 4-mal-100-Meter-Staffel sowie in der Mixed-Staffel die Plätze vier und fünf. Im Juli musste er dann seinen Wettkampf bei den Balkan-Meisterschaften in Kraljevo vorzeitig beenden. Im Jahr darauf gewann er bei den Balkan-Meisterschaften in Izmir mit 6661 Punkten die Silbermedaille hinter dem Griechen Angelos-Tzanis Andreoglou und 2025 belegte er bei den Balkan-Meisterschaften in Volos mit 6587 Punkten den vierten Platz.
In den Jahren 2012, von 2014 bis 2017 sowie 2022 und 2023 wurde Pešić montenegrinischer Meister im 110-Meter-Hürdenlauf. 2012 und von 2014 bis 2016 siegte er zudem über 400 m Hürden und 2014 auch im Zehnkampf. Im Hochsprung wurde er 2014 und 2017 sowie 2022 und 2023 Landesmeister sowie im Speerwurf in den Jahren 2016 und 2017 sowie 2022 und 2023. 2016 und 2017 siegte er im Weitsprung sowie 2016 im Diskuswurf und 2022 im 400-Meter-Lauf.

## Persönliche Bestleistungen
- 400 Meter: 50,64 s, 27. März 2019 in Austin
- 110 m Hürden: 15,08 s (+1,4 m/s), 29. April 2023 in Charlotte
- 400 m Hürden: 55,91 s, 21. Juni 2015 in Baku
- Hochsprung: 1,96 m, 26. Juli 2014 in Pitești
- Weitsprung: 6,64 m (−0,5 m/s), 24. Mai 2018 in Charlotte
- Diskuswurf: 43,70 m, 1. April 2022 in San Angelo
- Speerwurf: 63,14 m, 25. Mai 2018 in Charlotte
- Zehnkampf: 7236 Punkte, 25. Mai 2018 in Charlotte
  - Siebenkampf (Halle): 5125 Punkte, 17. Februar 2019 in Lubbock